# Horsington
Horsington is een civil parish in het bestuurlijke gebied South Somerset, in het Engelse graafschap Somerset met 571 inwoners.